# Residencia de Señoritas
La Residencia de Señoritas è stato il primo centro ufficiale progettato in Spagna per promuovere l'istruzione universitaria per le donne. Fondata nel 1915 e diretta dalla pedagoga e umanista María de Maetzu, l'associazione nacque sotto gli auspici della Junta para Ampliación de Estudios e Investigaciones Científicas (JAE), un'istituzione creata nel 1907 nell'ambito dell'Institución Libre de Enseñanza per promuovere la ricerca, l'educazione scientifica e lo scambio culturale e accademico.
Cessò di funzionare nel 1939 con l'avvento della dittatura del generale Franco.

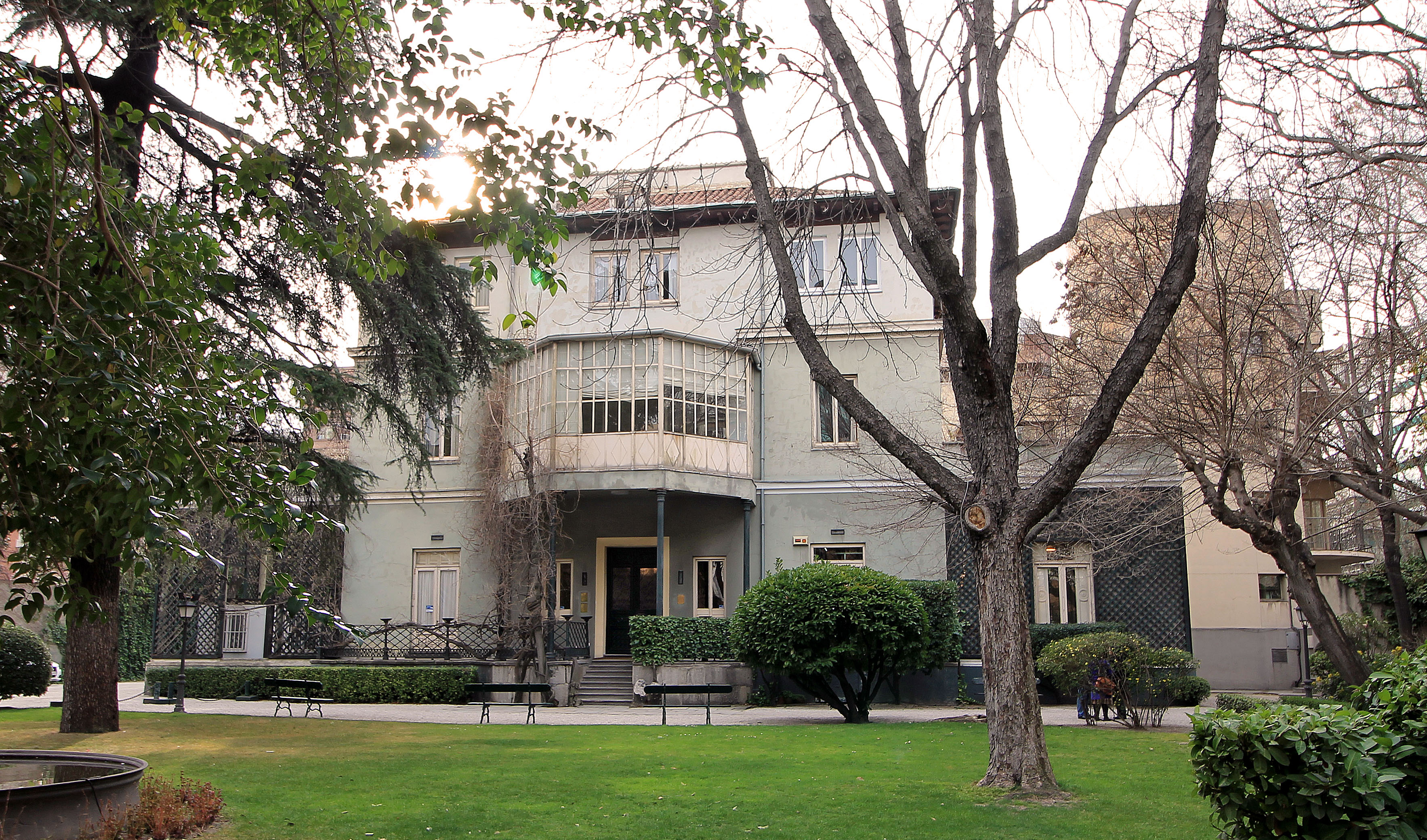
Residencia de Señoritas.

## Storia
La Residencia de Señoritas aprì a Madrid nell'ottobre 1915 con 30 studentesse iscritte al primo anno. L'intento iniziale era quello di offrire assistenza e formazione alle ragazze che giungevano a Madrid dalla provincia per prepararsi ad entrare nelle Facoltà (l'ingresso delle donne nelle Università venne consentito nel 1910), nella Scuola Superiore del Magistero, nel Conservatorio Nazionale di Musica o in altri centri di insegnamento, e a quelle che desideravano approfondire o completare il proprio percorso di studi.
La direttrice Maria de Maetzu pose una particolare attenzione all'offerta di corsi e laboratori che permettessero alle ragazze di intraprendere una carriera nel campo delle scienze sperimentali e naturali. In una lettera inviata a José Castillejo Duarte, segretario della Junta para Ampliación de Estudios e Investigaciones Científicas (JAE), la fondatrice della Residencia chiarì di essere pronta alle dimissioni se l'Istituto non si fosse dedicato anche alla formazione delle ragazze "per altri rami della scienza".

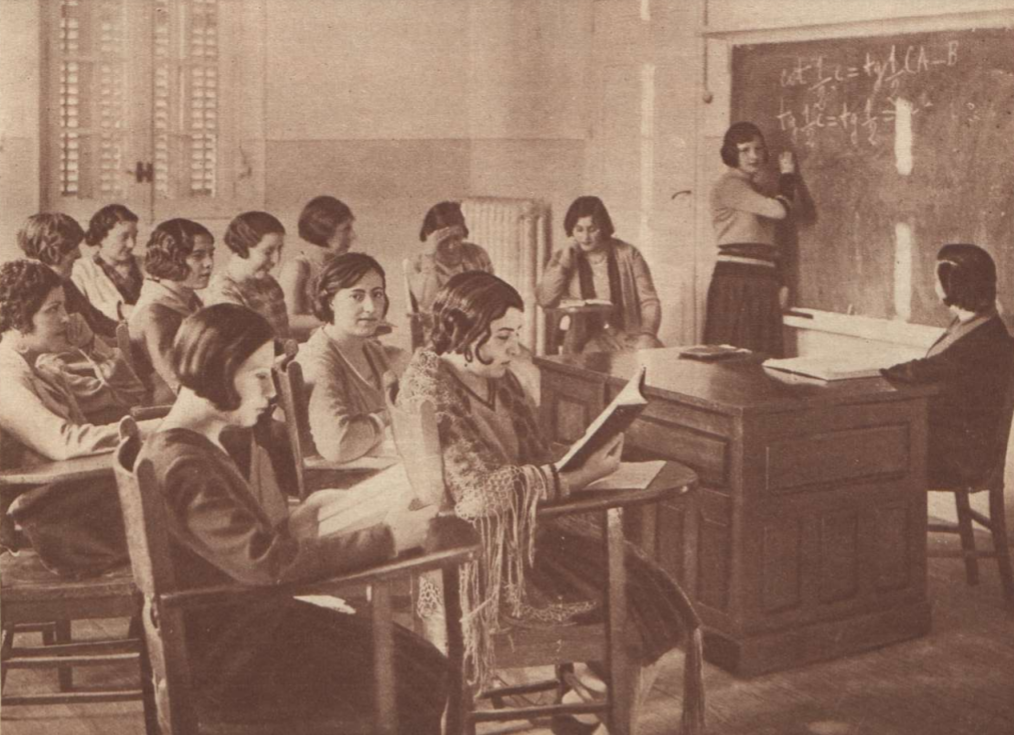
Residencia de señoritas. Lezione di matematica

L'istituto era situato in calle Fortuny, in un piccolo hotel lasciato vacante dal trasferimento del gruppo universitario della Residencia de Estudiantes in un'altra sede a Madrid. Quindici anni dopo la sua fondazione, nel 1930, le circa trecento iscritte occupavano dodici piccoli edifici, situati intorno alle vie Fortuny, Rafael Calvo e Miguel Ángel, vicino al Paseo de la Castellana.
Dal 1933 al 1939 tutte le aule, l'amministrazione e i servizi vennero riuniti in un nuovo padiglione nel giardino della tenuta Fortuny, costruito dagli architetti Carlos Arniches Moltó e Martín Domínguez Esteban.
L'obiettivo principale della residenza, la promozione dell'istruzione universitaria femminile, seguì per molti aspetti il modello della famosa Residencia de Estudiantes che rappresentava il suo equivalente maschile. Le studentesse disponevano di alloggio, laboratori (molte delle ragazze studiavano Farmacia) e di una biblioteca di circa 14.000 volumi, nella quale vennero offerti i primi corsi di biblioteconomia. Nei locali della Residencia venivano organizzati incontri con i principali rappresentanti delle avanguardie artistiche e con gli scienziati e gli intellettuali più noti del tempo.
All'interno della Residencia si distinguevano due principali profili di studentesseː le "maridas" ("spose"), mogli di eminenti membri della grande società spagnola, che si registravano a proprie spese; le semplici studentesse, aperte alle suggestioni delle nuove correnti culturali e artistiche dell'epoca e dalle prospettive di libertà e indipendenza rappresentate dal nuovo modello di donna che l'istituzione contribuiva a promuovere.

## Studentesse, insegnanti e collaboratrici
La stragrande maggioranza delle donne che si distinsero e influenzarono la società spagnola nel primo trentennio del XX secolo erano legate alla Residencia.
Tra le ex studentesse vi furono pedagogiste come Juana Moreno, María Comas Camps, Carmen Castilla, Margarita de Mayo Izarra e Carmen Isern, scienziate come Felisa Martín Bravo, María García Escalera e Cecilia García de Cosa, personalità politiche come Victoria Kent, la futura deputata repubblicana Francisca Bohigas, o giuriste come Matilde Huici, artiste come Delhy Tejero, giornaliste come Josefina Carabias e María Luz Morales.
Alla Residencia insegnarono María Goyri, María Zambrano, Victorina Durán e Maruja Mallo. Al progetto collaborarono Zenobia Camprubí, Gabriela Mistral, Victoria Ocampo, María Martínez Sierra, Clara Campoamor e Concha Méndez.

## Legami con altre organizzazioni e associazioni
Le sale delle Residencia de Señoritas furono la culla in cui nacquero il Lyceum Club Femenino e l'Asociación Universitaria Femenina.
La struttura mantenne uno stretto rapporto con l'International Institute of Young Ladies of Spain, un centro culturale americano creato nel 1903 da Alice Gordon Gulick come centro per l'istruzione superiore per giovani donne, la cui sede si trovava nello stesso isolato. L'Institute partecipò allo sviluppo della Residencia attraverso contributi finanziari, offerta di corsi di lingua e borse di studio, promozione di scambi con studenti e professori stranieri.
La Residencia ospitò conferenze di Rafael Alberti, José Ortega y Gasset, María Montessori, Marie Curie e mantenne relazioni con le maggiori istituzioni femministe internazionali, come la Federazione Internazionale delle Donne dell'Università (International Federation of University Women - IFUW), che celebrò il suo congresso del 1928 a Madrid e le cui partecipanti vennero ospitate nella Residencia, e la Lega internazionale delle donne per la pace e per la libertà (Women's International League for Peace and Freedom).

## Guerra civile spagnola e smantellamento
Nel 1936, quando scoppiò la guerra, la Residencia si trovava chiusa per le vacanze estive. I locali vennero utilizzati come ospedale, infermeria e orfanotrofio.
L'avvento al potere dei nazionalisti pose fine all'esperienza di Madrid; María de Maeztu si dimise nel settembre 1937 e fu costretta all'esilio, mentre il regime franchista procedette all'epurazione dei funzionari fedeli alla Repubblica. Un gruppo di studentesse legate all'istituto all'inizio del 1937 trasferì la sede della Residencia a Paiporta (Valencia), nell'Huerto de las Palmas, dove continuò a svolgere le attività.
A Madrid l'istituzione aprì nuovamente il 15 febbraio 1940, completamente trasformata, sotto la direzione di Matilde Marquina García, membro della Sección Femenina della Falange. La scuola cambiò il nome in Colegio Mayor Santa Teresa de Jesús e vietò i principi della Institución Libre de Enseñanza (ILE). Della precedente amministrazione rimasero in servizio Eulalia Lapresta, ex braccio destro di María de Maeztu, ed Enriqueta Martín che divenne responsabile della biblioteca. Alla nuova organizzazione fu aggiunto un posto di "consigliere religioso", occupato dal sacerdote Félix García Vielba.

## Archivi e recupero storico
Con l'avvento della democrazia a metà degli anni Ottanta, il college si trasferì nella città universitaria di Madrid, e l'edificio diventò sede della Fondazione José Ortega y Gasset, inaugurata nel 1983.
Gli archivi della Residencia de Señoritas, conservati grazie allo zelo del professor Vicente Cacho Viu, al sostegno di Soledad Ortega e al lavoro proseguito dai professori Capel Martínez e Alicia Moreno, comprendono l'ampia corrispondenza tenuta da María de Maeztu con i suoi studenti e le loro famiglie, la documentazione dei rapporti fra la Residencia e altre istituzioni e associazioni, come associazioni femministe straniere (in particolare l'International Federation of University Women - IFUW), organizzazioni parallele come la Federazione britannica, la Società delle Nazioni per i diritti delle donne, l'Alleanza Internazionale per il Suffragio Femminile o la Lega internazionale delle donne per la pace e per la libertà.
Nell'archivio sono conservate anche lettere di María Zambrano, María Goyri, Concha Espina, Victoria Kent, Clara Campoamor, Luis Jiménez de Asúa, Gregorio Marañón, Zenobia Camprubí, Rafael Alberti o di personaggi della generazione del '98 come Azorín, Pío Baroja, Unamuno o Ramón María del Valle Inclán.